# Semeniwka (Perwomajsk, Blahodatne)
Semeniwka (ukrainisch Семенівка; russisch Семёновка Semjonowka) ist ein Dorf im Nordwesten der ukrainischen Oblast Mykolajiw mit etwa 1900 Einwohnern (2001).

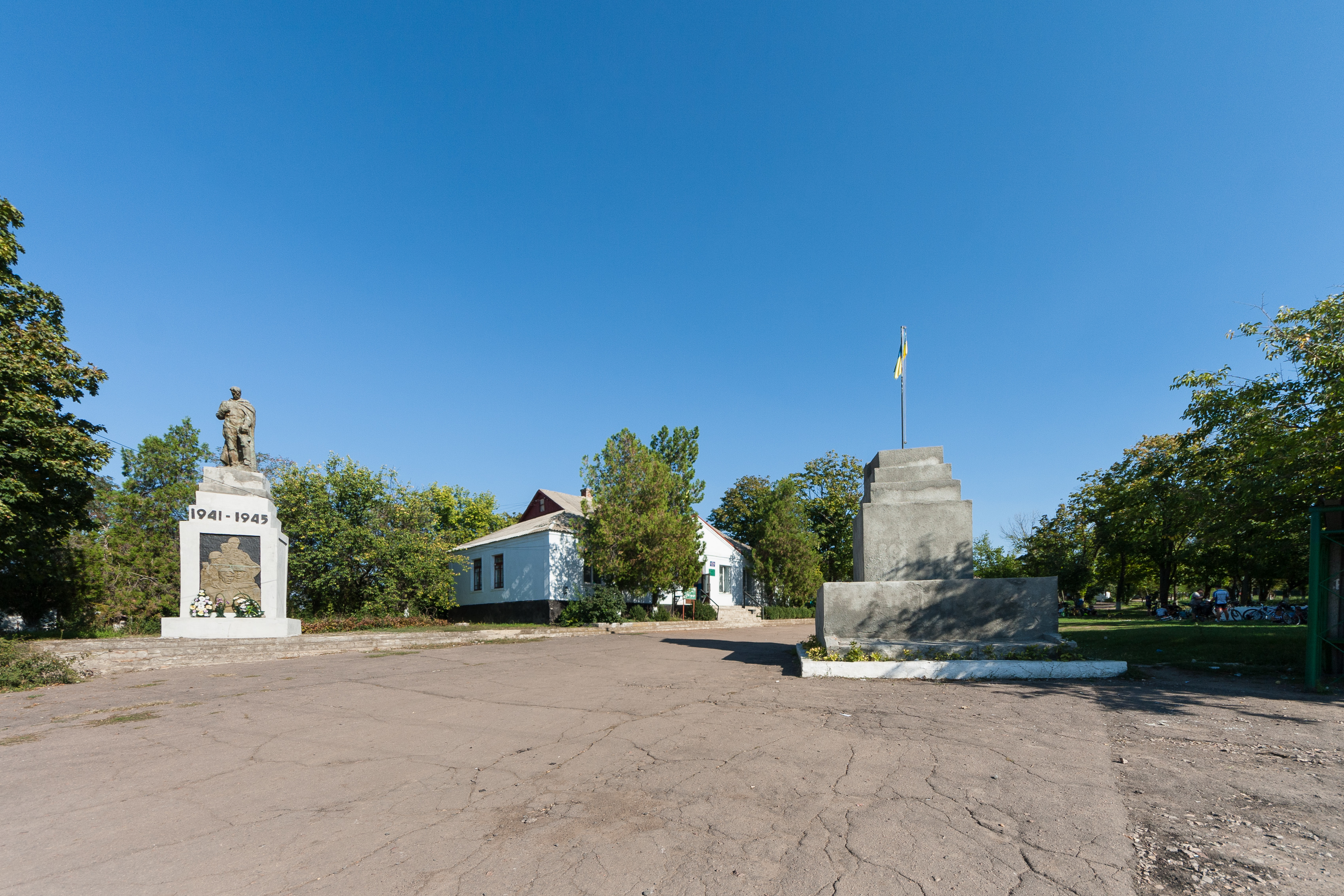
Denkmal im Ort

Semeniwka liegt am linken Ufer des Südlichen Bugs, 11 km südwestlich vom Gemeindezentrum Blahodatne, 27 km nordwestlich vom ehemaligen Rajonzentrum Arbusynka und 145 km nordwestlich vom Oblastzentrum Mykolajiw.
In dem 1781 erstmals schriftlich erwähnten Dorf lebten 1897, der ersten Volkszählung im Russischen Kaiserreich nach, 3800 Menschen. Während des Deutsch-Sowjetischen Krieges war das Dorf vom August 1941 bis zum 20. März 1944 von der Wehrmacht besetzt.
Nördlich vom Dorf führt die Fernstraße M 13 / E 584 über den Südlichen Bug.
Am 7. September 2016 wurde das Dorf ein Teil der Landgemeinde Blahodatne, bis dahin bildete es zusammen mit den Dörfern Bulazelowe und Ostapiwka die gleichnamige Landratsgemeinde Semeniwka (Семенівська сільська рада/Semeniwska silska rada) im Westen des Rajons Arbusynka.
Seit dem 17. Juli 2020 ist es ein Teil des Rajons Perwomajsk.